# Faster (Within Temptation)
Faster is de eerste single afkomstig van het vijfde studioalbum The Unforgiving, van de Nederlandse symfonische metal/rockband Within Temptation. Het nummer is op 24 januari 2011 wereldwijd op single uitgebracht.

## Achtergrond
In Nederland werd de single veel gedraaid op de landelijke radiozenders en werd een radiohit.
De single verbleef dertien weken in de Single Top 100 met de 11e positie als hoogste notering.. In zowel de Nederlandse Top 40 op destijds Radio 538 als de publieke hitlijst; toentertijd de Mega Top 50 op 3FM werd de 19e positie behaald.
In België bereikte de single de 32e positie in de Vlaamse Ultratop 50. In zowel de Vlaamse Radio 2 Top 30 als de Waalse Ultratop 50 werd géén notering behaald.
De band bracht op 31 januari 2011 een korte film, Mother Maiden, uit op DVD om het album, The Unforgiving, en de single Faster te vergezellen. Het script is geschreven door Steven O'Connell en Tim Smit en de videoclip en korte film werden geregisseerd door Joeri Molsheimer.

## NPO Radio 2 Top 2000
| Nummer met noteringen in de NPO Radio 2 Top 2000 | '15 | '16  | '17  | '18  | '19 | '20  | '21  | '22 | '23 | '24 |
| ------------------------------------------------ | --- | ---- | ---- | ---- | --- | ---- | ---- | --- | --- | --- |
| Faster                                           | 892 | 1238 | 1211 | 1167 | 919 | 1094 | 1047 | 821 | 919 | 900 |

1. ↑  Een vetgedrukt getal geeft de hoogste notering aan.
2. ↑  2015 was het eerste jaar met een notering voor dit nummer.